# Pasarela de los Estrechos
La pasarela de los Estrechos es un puente peatonal y ciclista sobre el río Gállego en Zaragoza (Aragón, España).
Comunica el barrio rural de San Juan de Mozarrifar con el de Montañana y el camino de la Cartuja del Aula Dei, en las proximidades de los campos de fútbol de ambos barrios. Construido a raíz de la Exposición Internacional Zaragoza 2008, formó parte de la inversión del Ministerio de Medio Ambiente de España, a través de la Confederación Hidrográfica del Ebro, en la recuperación de la ribera del río Gállego, a pesar de ser inaugurado el 25 de marzo de 2009, una vez concluida la exposición. Forma parte del plan para el tramo desde el Azud de Urdán, de unos 3 km de longitud.
Con una longitud de 162,9 metros, de los que 50,47 suponen el vano central y los restantes se distribuyen entre la rampa de la margen derecha (44,2) e izquierda (68,21). Construido principalmente en madera, parte de su estructura central es, sin embargo, de acero. El coste de la obra fue de 473 071 euros.